# Gretchen Carlson
Gretchen Elizabeth Carlson (Anoka, Minnesota, 21 de juny de 1966) és una periodista, escriptora, personalitat de televisió i defensora de l'apoderament femení estatunidenca. Durant la seva trajectòria professional va arribar a presentar nombrosos programes de televisió, per a CBS News en l'edició de finalització de setmana de The Early Show (2002-2005), i per a Fox News, als programes Fox & Friends (2005-2013) i en el seu propi magazín, The Real Story with Gretchen Carlson (2013-2016).
Al juliol de 2016, Carlson va presentar una demanda contra el llavors president i director executiu de Fox News, Roger Ailes, al·legant assetjament sexual. Posteriorment, desenes d'altres dones també van fer un pas al capdavant per acusar Ailes d'assetjament, qui va acabar renunciant al seu lloc sota una cascada de pressions mediàtiques. Al setembre del mateix any, Carlson i 21st Century Fox van resoldre la demanda per 20 milions de dòlars i Carlson va rebre una disculpa pública. A Carlson se li atribueix l'inici de la revolució del moviment #Me Too l'any 2016 amb el seu innovador cas.
Carlson va ser nomenada una de les 100 persones més influents del món per la revista Time l'any 2017. Ha escrit dos llibres: les seves memòries, Getting Real, i el bestseller del New York Times Be Fierce: Stop Harassment and Take Your Power Back. Carlson ha entrevistat a tots els candidats presidencials i presidents durant les últimes dues dècades.
L'octubre del 2020 es va unir a PeopleTV com a col·laboradora especial. També ha presentat un podcast de notícies diari de Quake Media, anomenat Get the News with Gretchen Carlson. El programa, de temàtica política, analitza titulars de notícies tan liberals com a conservadors, així com esdeveniments mundials actuals.

## Primers anys i educació
Va néixer a Anoka, capital del comtat homònim de Minessota, filla de Karen (de soltera Hyllengren) i Lee Carlson. El seu pare va estudiar Negocis en el Gustavus Adolphus College i després es va convertir en el president de Main Motor Sales Co., un concessionari d'automòbils de propietat familiar que va pertànyer a la família Carlson durant cent anys des de 1919 fins a 2019. El primer treball de Gretchen quan era adolescent fou al concessionari d'automòbils, fent de recepcionista i atenent trucades telefòniques. El negoci es va vendre el febrer del 2020. La mare de Gretchen era mestra d'escola i mestressa de casa, i després va exercir com a directora executiva del concessionari d'automòbils de la família Carlson del 2004 al 2019. La seva mare va estudiar per ser mestra al centre Gustavus Adolphus College i a la Universitat de Minnesota. Gretchen és la segona filla de quatre fills. Carlson és d'ascendència sueca i es va criar en una llar luterana. El seu avi era pastor de la llavors segona església luterana més gran dels Estats Units. En créixer, Carlson viatjava amb el seu avi en viatges missioners internacionals a Israel, Egipte, Jordània i Líban, ajudant a donar forma a la seva perspectiva sobre la filantropia. Una de les mainaderes de la seva infància va ser Michele Bachmann, la futura congressista republicana que també es va postular per a la presidència.
En la seva joventut, Carlson va ser una violinista prodigi que va actuar en programes de radi i televisió. Va estudiar amb la professora de violí més destacada del món, Dorothy DeLay, a l'Escola Juilliard de la ciutat de Nova York. Carlson va competir en diversos concursos, com el Stulberg International String Competition, on va ser finalista l'any 1982, la American String Teachers Association, on va quedar en segon lloc en 1981 per darrere de Joshua Bell, i l'Orquestra de Friends of Minnesota, que va guanyar l'any 1979, actuant com a solista amb l'Orquestra de Minnesota amb tan sols 13 anys.
L'any 1988 va guanyar el títol de Miss Minnesota, convertint-se en Miss America 1989 poc després, sent la primera violinista clàssica a guanyar aquest títol. Després de la seva victòria, va ser convidada a reunir-se amb el president Ronald Reagan en el Despatx Oval. Va fer moltes aparicions en televisió durant el seu any de servei, inclosa una aparició en Late Night with David Letterman, on ell la va convidar de broma a sortir en una cita.
Carlson es va graduar a la Universitat Stanford en 1990 amb honors, on va estudiar comportament organitzacional. Mentre va estar allà, va passar un període d'estudis a l'estranger a la Universitat d'Oxford, estudiant les obres de Virginia Woolf. Ella era membre de la germanor de dones Kappa Kappa Gamma. Carlson planejava assistir a la facultat de dret després de Stanford i va completar l'examen LSAT, però en canvi es va centrar en fer carrera en periodisme televisiu.

## Carrera professional

### Començaments a la CBS
Un any després de convertir-se en Miss Amèrica en 1989, Carlson va aconseguir treball en la WRIC-TV, una estació de televisió afiliada a l'ABC que emet des de Richmond (Virgínia), com copresentadora de la cadena i comentarista política. Style Weekly ho va considerar un èxit per WRIC-TV en aquest moment. L'any 1992, es va unir a WCPO-TV, servint a Cincinnati (Ohio) com a comentarista de mitjans per un període de dos anys. Més tard va treballar a WOIO / WUAB a Cleveland, on Carlson i la seva col·lega Denise Dufala, es van convertir en les primeres dones en copresentar un noticiari de prime time. Després d'aquesta estada al nord, es va traslladar fins a Dallas (Texas), on va treballar com a presentadora de finalització de setmana i reportera per KXAS TV, de 1998 a 2000.
En 2000 va donar el salt a l'escena nacional com a corresponsal de nacional, convertint-se en copresentadora del programa dels caps de setmana The Early Show de la CBS News al costat de Russ Mitchell.

### Pas a FOX News
Carlson va aparèixer per primera vegada a Fox & Friends com a presentadora suplent de cap de setmana l'any 2006. El 25 de setembre de 2006, després d'un canvi de presentadors, Carlson es va convertir en presentadora oficial del programa, sent coanfitriona al costat de Steve Doocy i Brian Kilmeade durant gairebé 8 anys. L'any 2012, Gretchen va abandonar el set del programa quan els seus col·legues van fer comentaris ofensius sobre les dones en el lloc de treball. L'any 2013, Carlson va admetre al programa de radi de Brian Kilmeade que a Fox News, a les presentadores no se'ls permetia usar pantalons, sinó que havien de dur faldilles. Malgrat les restriccions del codi de vestimenta, Carlson era coneguda per fer flexions quan el personal militar era convidat al programa. Carlson va tornar a Fox and Friends l'any 2014 durant un segment de Cooking With Friends amb els seus fills i novament el 2015 per promoure les seves memòries.
Carlson va deixar el programa el setembre del 2013 per presentar un programa diürn d'una hora, The Real Story with Gretchen Carlson, a la tardor de 2013, participant a l'espai obert pel canvi de Megyn Kelly a l'horari de prime time. Gretchen va començar a cobrir històries que recolzaven els drets de les dones, inclòs un article sobre Robin Wright de la sèrie de Netflix House of Cards exigint el mateix salari que Kevin Spacey. L'any 2013, Gretchen es va convertir en la primera presentadora de notícies de televisió per cable a sortir a l'aire sense maquillatge. Amb prou feines tres setmanes abans que l'acomiadessin, es va presentar en suport de la prohibició de les armes d'assalt.

### Actes posteriors
L'1 de gener del 2018, Carlson va ser elegida presidenta de la junta directiva de l'Organització Miss Amèrica, un lloc voluntari i no remunerat. Poc després d'unir-se com a presidenta, la primera decisió important de Carlson va ser eliminar la competència de vestits de bany del certamen, després d'un vot unànime de la Junta Directiva. Es va informar a la CNN que els objectius de Carlson eren fer la transició del certamen a "Miss Amèrica 2.0", on les competències de vestits de bany serien reemplaçades per entrevistes en l'escenari. El moviment tenia com a objectiu canviar l'enfocament de les aparences als assoliments, a la llum del moviment Me Too. La mesura va dividir l'opinió principalment dins de l'organització.
A principis del 2019, es va anunciar que la marca Miss America tornaria a NBC. El retorn va ser vist com un cop per Miss Amèrica sota el lideratge de Carlson, ja que recaptaria fons molt necessaris abans del seu centenari. Després d'assegurar l'acord de la xarxa, Carlson va renunciar a la presidència de la Junta el juny de 2019.
A l'abril de 2018, Carlson va arribar a un acord de desenvolupament de primera vista amb A&I Networks, en virtut de com presentaria tres especials documentals als seus canals, com Lifetime. Gretchen Carlson: Breaking the Silence es va centrar la història de cada dona sobre l'assetjament sexual en el lloc de treball i es va estrenar el 14 de gener de 2019.
Al maig de 2018, Carlson va ser corresponsal d'un episodi de la sèrie documental de televisió America Divided, transmès per Epix. Carlson va produir un episodi al costat de Norman Lear titulat "La guerra de Washington contra les dones" sobre l'assetjament sexual a Capitol Hill.
El gener de 2020, Carlson va anunciar un nou acord televisiu amb Blumhouse Productions per produir una nova sèrie d'entrevistes. A l'octubre del mateix any, Carlson es va unir a PeopleTV com a col·laboradora especial.

## Moviment Me Too
El 6 de juliol de 2016, Carlson va presentar una demanda per assetjament sexual contra el president de Fox News, Roger Ailes, en el Tribunal Superior de Nova Jersey i va confirmar en el seu compte de Twitter que ja no estava amb Fox News. En la seva denúncia, Carlson va al·legar que va ser acomiadada del seu programa per negar-se als avanços sexuals d'Ailes. Ailes en aquest moment va afirmar que les acusacions eren falses, mentre que el bufet d'advocats que representava a Carlson va afirmar que altres deu dones s'havien posat en contacte amb elles per parlar sobre el comportament d'Ailes a Fox News i durant la seva carrera televisiva.
Les acusacions de Carlson van rebre una àmplia cobertura mediàtica. Després que el cas de Carlson es presentés, sis dones més van parlar amb Gabriel Sherman de la revista New York, al·legant que Ailes les havia assetjat sexualment i que Ailes "va parlar obertament d'esperar que les dones realitzin favors sexuals a canvi d'oportunitats laborals". Poc després, Carlson es va asseure per a una entrevista amb John Koblin de The New York Times i va dir: "Volia defensar a altres dones que tal vegada s'enfronten a circumstàncies similars".
A mesura que avançava el cas, Carlson es va acostar directament als seus fans, els va agrair en una sèrie de vídeos de Twitter i els va oferir el seu suport a altres víctimes d'assetjament sexual. També va criticar l'intent de Fox d'obligar a fer que les seves reclamacions es resolguin mitjançant un arbitratge obligatori a porta tancada en lloc d'en un tribunal. Fox va presentar documents judicials argumentant que Carlson estava obligada pel seu contracte a adjudicar els seus reclams en arbitratge. Carlson va dir: "Obligar les víctimes d'assetjament sexual a participar en procediments d'arbitratge secret està malament, perquè significa que ningú s'assabenta del que realment va succeir".

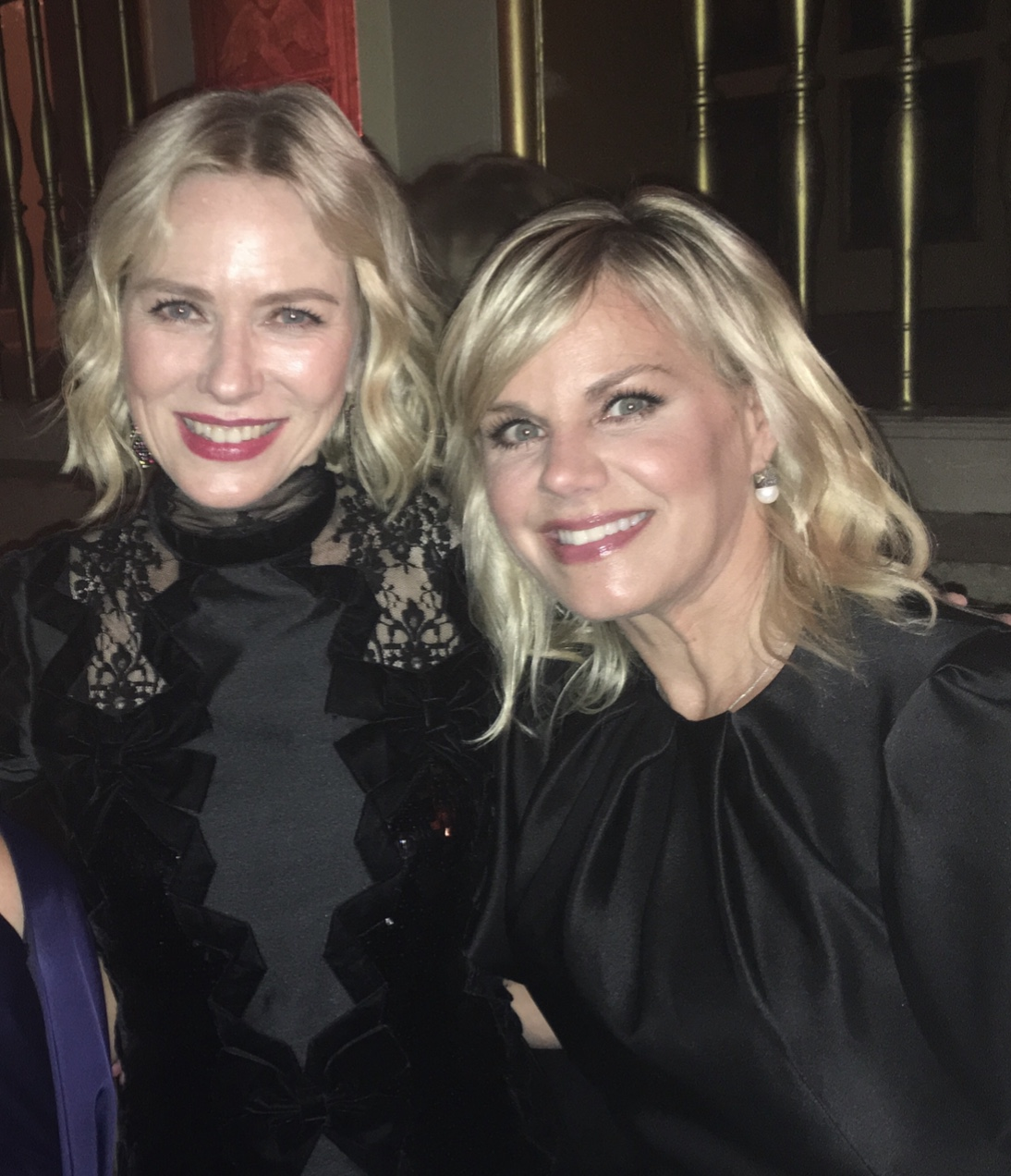
Carlson al costat de l'actriu Naomi Watts en 2019.

Després que Ailes renunciés el 21 de juliol de 2016, Carlson va dir que sentia "alleujament que ara em creguessin", encara que també "es va sentir enutjada perquè Ailes va trigar tant" a renunciar.
El 6 de setembre de 2016, 21st Century Fox va anunciar que havia resolt la demanda amb Carlson. Segons els informes, l'acord va ser de 20 milions de dòlars. Com a part de l'acord, la companyia va realitzar una disculpa pública per Carlson i va dir: "Lamentem sincerament i ens disculpem pel fet que Gretchen no hagi estat tractada amb el respecte i la dignitat que ella i tots els nostres col·legues mereixen".

## En la cultura popular
Gretchen Carlson ha aparegut en diverses portades de revistes, des de Good Housekeeping fins a Time. Al programa de la NBC Saturday Night Live era imitada per Vanessa Bayer.
L'any 2019, la carrera de Carlson a Fox News va ser retratada en la miniserie de Showtime, The Loudest Voice, on el seu paper com copresentadora de Fox News estava interpretat per l'actriu Naomi Watts, qui va arribar a declarar en entrevistes que la història de Carlson va ser "inspiradora" i que es va enfrontar a múltiples escenaris amb "dignitat i gràcia".
Altres membres de l'elenc van incloure a Russell Crowe com Roger Ailes, Seth MacFarlane com Brian Lewis i Sienna Miller com Beth Tilson. El cinquè episodi de la sèrie va retratar la relació de treball deteriorada entre Carlson i Ailes des de 2012 en endavant. Molts incidents van ser presentats al públic per primera vegada, ja que Carlson no va poder parlar directament sobre els fets a causa d'una clàusula de confidencialitat en l'acord entre ella i Fox News.
The Loudest Voice va retratar una sèrie d'esdeveniments en Fox News que van ser organitzats per executius per desacreditar a Carlson poc abans que ella deixés el grup mediàtic. Naomi Watts va parlar d'un d'aquests esdeveniments en una entrevista, on un convidat aleatori va ser posat al seu programa poc abans que es transmetés en directe, amb l'únic objectiu d'atacar a Carlson en la televisió en viu.
La sèrie va transmetre els enregistraments d'àudio presos per Carlson durant el seu temps a Fox News per primera vegada. Els enregistraments eren de diversos incidents en Fox en els quals Carlson era assetjada sexualment per Ailes i altres col·legues de Fox News. El programa també va seguir els incidents que van portar a Carlson a informar sobre l'assetjament sexual que va rebre. Posteriorment es va retratar la seva degradació i els esdeveniments que van seguir la seva presentació de la queixa interna, molts dels quals van ser registrats. Els enregistraments van continuar exercint un paper important en les negociacions de l'acord entre Carlson i Fox News.
Posteriorment, les seves vivències en Fox News i la denúncia contra el grup va ser la trama central de la pel·lícula Bombshell, on va ser interpretada per Nicole Kidman. Tancaven l'elenc Margot Robbie com Kayla Pospisil, Charlize Theron com Megyn Kelly i John Lithgow com Roger Ailes. La pel·lícula seguia els esdeveniments a Fox News en el període previ a la renúncia d'Ailes de l'organització després d'haver estat exposat per assetjament sexual.

## Vida personal
El 4 d'octubre de 1997, Carlson es va casar amb l'agent esportiu Casey Close. Tots dos resideixen en Greenwich (Connecticut), amb els seus dos fills.
A pesar que tots dos han treballat per a Fox News, no té cap relació amb el comentarista i també presentador de la cadena Tucker Carlson.
Carlson segueix sent una defensora de les arts des de la seva experiència com a nena violinista. Els seus dos fills són pianistes. A l'edat de 9 anys, la filla de Carlson va organitzar un recital de piano a la seva ciutat natal de Greenwich, per recaptar fons per a obres de caritat. Poc després del tiroteig a l'escola primària Sandy Hook, el recital de Kaia va recaptar 5.000 per a un santuari d'animals que va començar en honor de la víctima Catherine Violet Hubbard. Avui és membre de la junta assessora d'adolescents.
Com a instrumentista de corda en la seva joventut, Carlson admirava al violoncel·lista Yo-Yo Ma, però mai el va conèixer fins que es va convertir en adulta i tots dos van parlar en la Conferència Dreamforce a San Francisco l'any 2019.